# Liste de regroupements de pays
Les regroupements de pays ou de régions sont souvent désignés par un seul terme (mot, expression ou abréviation). Il peut s'agir d'alliances politiques, d'organisations intergouvernementales, de marchés communs, ou de simples désignations familières.

Groupes de négociation à la Convention-cadre des Nations Unies sur les changements climatiques (CCNUCC).

## A
- ABC : Argentine, Brésil, Chili ;
- AEF : Afrique-Équatoriale française ;
- AELE : Association Européenne de Libre Échange ;
- ALECE : Accord de libre-échange centre-européen ;
- ALENA : Accord de libre-échange nord-américain : accord signé par le Canada, le Mexique et les États-Unis, créant un bloc commercial trilatéral en Amérique du Nord ;
- Alliance du Pacifique, un bloc commercial d'États bordant l'océan Pacifique. Les membres permanents comprennent le Chili, la Colombie, le Mexique et le Pérou ;
- Alliance solaire internationale : alliance de plus de 122 pays initiée par l'Inde et la France, pour la plupart des pays ensoleillés, situés en totalité ou en partie entre le tropique du Cancer et le tropique du Capricorne ;
- AMEA : Asie, Moyen-Orient et Afrique ;
- AMS : Andorre, Monaco, Saint-Marin ;
- ANZ : Australie et Nouvelle-Zélande ;
- ANZIT : Relations trilatérales Australie  — Nouvelle-Zélande — Italie ;
- ANZUK : relations trilatérales Australie — Nouvelle-Zélande — Royaume-Uni ;
- AOF : Afrique-Occidentale française ;
- APAC : Asie-Pacifique ;
- APJ : Asie-Pacifique et Japon ;
- APMA : Asie-Pacifique, Moyen-Orient et Afrique ;
- APSG : Asie-Pacifique et Singapour ;
- ASEAN : Association des Nations de l'Asie du Sud-Est, une organisation régionale regroupant dix États d'Asie du Sud-Est ;
- ASEAN+3 : les pays de l'ASEAN, plus la Chine, le Japon et la république de Corée ;
- ASEAN+5 : les pays de l'ASEAN ainsi que le Japon, l'Inde, l'Australie, la Corée du Sud et la Nouvelle-Zélande ;
- ASEAN+6 avec la Chine ;
- Asie du Sud : Afghanistan, Bangladesh, Bhoutan, Maldives, Népal, Inde, Pakistan et Sri Lanka ;
- Assemblée des régions d'Europe ;
- Assemblée interparlementaire sur l'orthodoxie, une institution interparlementaire de 21 parlements nationaux représentant les chrétiens orthodoxes ;
- Assemblée parlementaire Euronest : forum interparlementaire entre l'UE et les États membres du Partenariat oriental ;
- Association des États des Caraïbes ;
- AUKUS : Australie, Royaume-Uni et États-Unis.

## B
- Balkans : Albanie, Bosnie-Herzégovine, Bulgarie, Croatie, Grèce, Kosovo, Macédoine du Nord, Monténégro, Serbie et Turquie ; la Roumanie et la Slovénie et sont parfois incluses ;
- Balkans occidentaux : les pays des Balkans non membres de l'Union européenne et la Croatie ;
- Benelux : union politico-économique de trois États voisins d'Europe occidentale : la Belgique, les Pays-Bas et le Luxembourg ;
- BIMSTEC, un groupe de pays d'Asie du Sud et d'Asie du Sud-Est situés autour du golfe du Bengale et visant à promouvoir la coopération technologique et économique, comprenant le Bangladesh, le Bhoutan, l'Inde, le Myanmar, le Népal, le Sri Lanka et la Thaïlande ;
- BRIC : le Brésil, la Russie, l'Inde et la Chine, qui sont tous considérés comme étant à un stade similaire de    développement économique nouvellement avancé ;
- BRICS : Brésil, Russie, Inde, Chine et Afrique du Sud ;
- BSEC, l'Organisation de coopération économique de la mer Noire, est une organisation régionale axée sur les initiatives politiques et économiques multilatérales visant à favoriser la coopération dans la région de la mer Noire.

## C
- CALA : Amérique centrale et Amérique latine, ou Caraïbes et Amérique latine ;
- CAME : Asie centrale et Moyen-Orient ;
- CANZUK : Canada, Australie, Nouvelle-Zélande et Royaume-Uni, quatre monarchies du Commonwealth en union personnelle ;
- CARICOM : Communauté des Caraïbes, une organisation de quinze nations et dépendances des Caraïbes ;
- CARIFTA : Association de Libre Échange des Caraïbes ;
- CÉDÉAO : Communauté Économique des États de     l'Afrique de l'Ouest, une union politique et économique régionale de quinze pays situés en Afrique de l'Ouest ;
- CEEAC : Communauté Économique des États de l'Afrique Centrale ;
- CEFTA : Accord de libre-échange centre-européen ;
- CEN-SAD : Communauté des États Sahélo-Sahariens ;
- CCG (Conseil de coopération du Golfe) : Bahreïn, Koweït, Oman, Qatar, Arabie saoudite et Émirats arabes unis. Union politique et économique intergouvernementale régionale composée de tous les États arabes du golfe Persique, à l'exception de l'Irak ;
- CIVETS : six pays émergents, la Colombie, l'Indonésie, le Vietnam, l'Égypte, la Turquie et l'Afrique du Sud, caractérisés par une économie diversifiée et dynamique et une population jeune et croissante ;
- CLMV, Cambodge, Laos, Myanmar et Vietnam ;
- Club de Paris : groupe de grands pays créanciers dont les responsables se réunissent dix fois par an dans la ville de Paris, dans le but de trouver des solutions coordonnées et     durables aux difficultés de paiement rencontrées par les pays débiteurs ;
- Comecon : Conseil d'assistance économique mutuelle, regroupement des économies socialistes du monde communiste : l'Union soviétique, la Bulgarie, Cuba, la Tchécoslovaquie, l'Allemagne de l'Est, la Hongrie, la Mongolie, la Pologne, la Roumanie et le Vietnam. L'organisation a existé de 1949 à 1991 pendant la guerre froide ;
- COMESA : Marché commun de l'Afrique orientale et australe.
- Comité d'aide au développement (CAD) : regroupement des principaux pays donateurs du monde, en termes d'aide au développement.
- Commission de l'océan Indien (COI), organisation intergouvernementale reliant plusieurs pays africains de l'océan Indien ;
- Commonwealth des Nations : 56 États pour la plupart des dominions ou d'anciens territoires de l'Empire britannique ;
- Communauté andine : Zone de libre-échange composée de la Bolivie, de la Colombie, de l'Équateur et du Pérou ;
- Communauté d'Afrique de l'Est (EAC) : organisation intergouvernementale composée de six pays de la région des Grands Lacs africains : le Burundi, le Kenya, le Rwanda, le Soudan du Sud, la Tanzanie, l'Ouganda et la RDC ;
- Communauté des démocraties : groupe de pays ayant pour but de renforcer la démocratie ;
- Communauté des États d'Amérique latine et des Caraïbes (CELAC) : bloc régional des États d'Amérique latine et des Caraïbes ;
- Communauté des États indépendants (CEI) : alliance politique entre les anciennes républiques soviétiques de Russie, d'Arménie, d'Azerbaïdjan, de Biélorussie, de Moldavie, du Kazakhstan, du Kirghizistan, du Tadjikistan, du Turkménistan et de l'Ouzbékistan ;
- Communauté pour la démocratie et les droits des nations : un groupe d'États contestés forgeant entre euxdes liens     politiques plus étroits. Les membres en sont l'Abkhazie, l'Artsakh, l'Ossétie du Sud et la Transnistrie ;
- Cône Sud (Cono Sur) : Argentine, Chili, Paraguay, Uruguay et sud du Brésil ;
- Conseil de l'Europe : alliance politique de 47 pays européens ;
- Coopération économique Asie-Pacifique (APEC) : forum pour les économies membres du 21e bassin du Pacifique qui promeut le libre-échange dans toute la région Asie-Pacifique ;
- CPLP : Communauté des pays de langue portugaise
- CUSA : Canada et États-Unis.

## D
- DACH : groupe d'États majoritairement germanophones d'Europe centrale (exclut la Principauté du Liechtenstein). Utilisant le nom allemand de l'Allemagne et les noms latins de l'Autriche et de la Suisse — Allemagne (Deutschland), Autriche (Austria) et Suisse (Confoederatio Helvetica) — l'acronyme Dach signifie « toit » en allemand. Le terme est parfois étendu à DA-CH-Li, DACHL ou DACH+ pour inclure le Liechtenstein. Une autre version en est DACHS (Dachs signifiant « blaireau » en allemand), incluant la région germanophone du Tyrol du Sud en Italie.
- Dialogue quadrilatéral de sécurité : également connu sous le nom de QUAD, il s'agit d'un dialogue de sécurité stratégique entre l'Australie l'Inde le Japon et les États-Unis, maintenu par des pourparlers entre les pays membres.

## E
- EAEU : Union économique eurasienne, une union économique regroupant la Biélorussie, le Kazakhstan, la Russie, l'Arménie, le Kirghizistan et les membres observateurs que sont la Moldavie, de l'Ouzbékistan et de Cuba ;
- EAGLEs : Économies émergentes et économies à forte croissance
- ECGLC : Communauté économique des pays des Grands Lacs, composée du Burundi, de la république démocratique du Congo et du Rwanda ;
- EEE : Espace économique européen, qui comprend les pays de l'Union européenne, ainsi que la Norvège, l'Islande et le Liechtenstein ;
- EIG : Groupe d'intégrité environnementale, groupe de négociation à la Convention-cadre des Nations Unies sur les changements climatiques (CCNUCC)
- EMEA : Europe, Moyen-Orient et Afrique ;
- EMEAI : Europe, Moyen-Orient, Afrique et Inde ;
- ENWA : Europe et Asie du Nord-Ouest ;
- État de l'Union (en anglais Union State) : union supranationale composée de la Russie et de la Biélorussie ;
- États BASIC, quatre grands pays nouvellement industrialisés, le Brésil, l'Afrique du Sud, l'Inde et la Chine, agissant conjointement sur le changement climatique et la réduction des émissions ;
- Europe des Six : les six États membres fondateurs de la Communauté européenne ;
- EuroMed : regroupement informel de neuf pays méditerranéens membres de l'Union européenne.

## F
- Fédération des bourses euro-asiatiques (FEAS) : Coopération des bourses d'Europe de l'Est et d'Asie occidentale ;
- Five Eyes (FVEY) : alliance de renseignement anglophone comprenant l'Australie, le Canada, la Nouvelle-Zélande, le     Royaume-Uni et les États-Unis ;
- FLAME : Relation France – Amérique Latine ;
- Forum de dialogue IBAS : Inde, Brésil, Afrique du Sud, un groupement international tripartite pour promouvoir la coopération internationale entre ces pays ;
- Françamérique : région française d'outre-mer et collectivités des Amériques ;
- Francophonie : organisation internationale représentant les pays et régions où le français est parlé ou jouit d'un statut culturel particulier ;
- FRES : France et Espagne ;
- FRIT : France et Italie ;
- FRITES : France, Italie et Espagne ;
- FRITESPOR : France, Italie, Espagne et Portugal.

## G
- G2 : Groupe des Deux : États-Unis et Chine, groupe informel axé sur les relations sino-américaines ;
- G3 : Groupe de gouvernance mondiale, groupe de 30 petits et moyens pays membres qui assurent collectivement une représentation et une contribution au G20 ;
- G4 : le Brésil, l'Allemagne, l'Inde et le Japon, quatre pays qui se soutiennent mutuellement dans leurs candidatures à des sièges permanents au Conseil de sécurité des Nations unies ;
- G5 : groupe des cinq principaux pays émergents ;
- G5 Sahel : Mauritanie, Burkina Faso, Mali, Niger, Tchad ;
- Groupe des cinq petits ;
- G6 de l'UE : pays les plus peuplés et détenant donc la majorité des voix au Conseil de l'Union européenne : France, Allemagne, Espagne Italie, et Pologne ; depuis le Brexit, on parle du G5 ;
- G7 : Groupe des Sept — Canada, France, Allemagne, Italie, Japon, Royaume-Uni, États-Unis, les sept principales économies avancées selon le Fonds monétaire international ;
- G8 : États-Unis, Royaume-Uni, France, Allemagne, Italie, Canada, Russie et Japon, les huit principales économies avancées selon le FMI, avant l'expulsion de la Russie ;
- G8+5, les pays du G8, plus les cinq principales économies émergentes (Brésil, Chine, Inde, Mexique et Afrique du Sud) ;
- Groupe des Neuf, une alliance de neuf (puis dix) pays européens tentant de maintenir une certaine neutralité durant la guerre froide ;
- G20, ou Groupe des Vingt, vingt économies majeures du monde ;
- Groupe des 77 (G77), une coalition lâche de pays en développement conçue pour promouvoir les intérêts économiques collectifs de ses membres et créer une capacité de négociation commune renforcée au sein des Nations unies ;
- Grande Chine : Chine continentale, Hong Kong, Macao et Taiwan.
- GUAM : Organisation pour la démocratie et le développement économique : Géorgie, Ukraine, Azerbaïdjan et Moldavie.

## I
- IGAD : l'Autorité Intergouvernementale pour le Développement, un bloc commercial centré sur les régions de la Corne de l'Afrique, de la Vallée du Nil et des Grands Lacs africains ;
- IMEA : Inde, Moyen-Orient et Afrique.

## J
- JACKSNNZ (en), groupement de puissances moyennes développées non liées à l'UE[1] ;
- JUSCANZ (en), groupe mouvant[2],[3] de pays défendant des opinions similaires à l'ONU.

## L
- LAMEA : Amérique latine, Moyen-Orient et Afrique ;
- LATCAR : Amérique latine et Caraïbes ;
- Levant : Chypre, Israël, Jordanie, Liban, Palestine, Syrie ;
- Ligue arabe : organisation régionale des pays arabes ;
- Lusophonie : organisation internationale représentant les pays et régions où le portugais est parlé ou jouit d'un statut culturel particulier.

## M
- MART : Moyen-Orient, Afrique, Russie et Turquie ;
- MEA : Moyen-Orient et Afrique ;
- MEASEA : Moyen-Orient, Afrique et Asie du Sud-Est ;
- MEATI : Moyen-Orient, Afrique, Turquie et Inde ;
- MEESA : Moyen-Orient, Afrique orientale et australe ;
- MEISA : Moyen-Orient, sous-continent indien et Afrique ;
- MENA : Moyen-Orient et Afrique du Nord ;
- MENACA : Moyen-Orient, Afrique du Nord et Asie centrale ;
- MEP : Moyen-Orient et Pakistan ;
- Mercosur (Marché commun du Sud) : bloc commercial regroupant l'Argentine, le Brésil, le Paraguay et l'Uruguay, visant à promouvoir le libre-échange et la fluidité de la circulation des marchandises, des personnes et des devises ;
- META : Moyen-Orient, Turquie et Afrique ;
- MIKTA : partenariat informel entre le Mexique, l'Indonésie, la république de Corée (Corée du Sud), la Turquie et l'Australie, pour soutenir une gouvernance mondiale efficace ;
- MINT : les économies du Mexique, de l'Indonésie, du Nigeria et de la Turquie ;
- MRU : Union du Fleuve Mano, composée de la Côte d'Ivoire, de la Guinée, du Libéria et de la Sierra Leone.

## N
- NACE : Atlantique Nord et Europe centrale ;
- NALA : Amérique du Nord et Amérique latine ;
- NAM : Mouvement des Non-Alignés
- Nations celtiques : groupement linguistique et culturel composé de pays et de régions où les langues celtiques sont parlées : Bretagne, Cornouailles, Irlande (république d'Irlande et Irlande du Nord), île de Man, Écosse et Pays de Galles ;
- Neuf de Bucarest : un groupe de neuf États membres de l'OTAN d'Europe médiane ;
- Next Eleven (N11) : Bangladesh, Égypte, Indonésie, Iran, Mexique, Nigeria, Pakistan, Philippines, Turquie, Corée du Sud et Vietnam – des États identifiés comme ayant un fort potentiel pour devenir, avec les pays BRICS, les principales économies du XXIe siècle ;
- Nordic-Baltic Eight (NB8) : les pays nordiques et baltes : Danemark, Estonie, Finlande, Islande, Lettonie, Lituanie, Norvège et Suède ;
- Nouvelle Ligue Hanséatique : groupement financier du Danemark, de l'Estonie, de la Finlande, de l'Irlande, de la Lettonie, de la Lituanie, des Pays-Bas et de la Suède.

## O
- OCDE : Organisation de coopération et de développement économiques, groupement créé pour stimuler le progrès économique et le commerce mondial, unissant des pays attachés à la démocratie et à l'économie de marché. La plupart des membres de l'OCDE sont des économies à revenu élevé avec un indice de développement humain (IDH) très élevé et sont considérés comme des pays développés ;
- OCI : Organisation de la coopération islamique, une organisation internationale fondée en 1969, composée de 57 États membres, avec une population collective de plus de 1,8 milliard d'habitants en 2015, dont 54 pays sont à majorité musulmane ;
- OEA : Organisation des États américains, est une organisation continentale regroupant 35 nations indépendantes d'Amérique du Nord, centrale et du Sud ;
- OECS : groupe de nations insulaires situées dans les Caraïbes     orientales ;
- OEI : Organisation des États ibéro-américains, une organisation des nations lusophones et hispanophones des Amériques, d'Afrique et d'Europe ;
- OPEP : Organisation des pays exportateurs de pétrole, une organisation de treize pays représentant environ 42 pour cent de la production mondiale de pétrole et 73 pour cent des réserves mondiales prouvées de pétrole ;
- OPEP+ : les pays de l'OPEP plus la Russie ;
- Organisation de coopération de Shanghai (OCS) : organisation politique, économique et de sécurité eurasienne comprenant la Chine, le Kazakhstan, le Kirghizistan, la Russie, le Tadjikistan, l'Ouzbékistan, l'Inde et le Pakistan ;
- Organisation de coopération économique (ECO) : organisation politique et économique d'Asie centrale (Afghanistan, Azerbaïdjan, Iran, Kazakhstan, Kirghizistan, Ouzbékistan, Pakistan, Tadjikistan, Turkménistan, Turquie) visant à établir un marché unique des biens et des services ;
- Organisation des États turciques : organisation internationale regroupant certains pays de culture turcique (Turquie, Azerbaïdjan, Kazakhstan, Ouzbékistan et Kirghizistan) ;
- Organisation des Nations Unies (ONU) : organisation intergouvernementale visant à promouvoir la coopération internationale, 193 États membres ;
- Organisation du Traité de Coopération amazonienne (ACTO) : promotion du développement durable du bassin amazonien ;
- Organisation du Traité de sécurité collective : alliance militaire entre la Russie, l'Arménie, la Biélorussie, le Kazakhstan, le Kirghizistan, le Tadjikistan ;
- OTAN : Organisation du Traité de l'Atlantique Nord ; l'OTAN est un groupe formel de pays chargé de se défendre contre les agressions extérieures.

## P
- P5, membres permanents du Conseil de sécurité des     Nations Unies : Chine, France, Russie, Royaume-Uni et États-Unis ;
- Pacte de Varsovie : alliance militaire regroupant Union soviétique, Albanie, Bulgarie, Tchécoslovaquie, Allemagne de l'Est, Hongrie, Pologne, et Roumanie.
- PALOP : Afrique lusophone (Angola, Cap-Vert, Guinée-Bissau, Mozambique, São Tomé et Príncipe et Guinée     équatoriale) ;
- Partenariat oriental, un groupe d'anciennes républiques soviétiques forgeant des liens économiques et politiques plus étroits avec l'Union européenne. Les membres comprennent l'Arménie, l'Azerbaïdjan, la Biélorussie, la Géorgie, la Moldavie et l'Ukraine ;
- Pays baltes : trois États souverains d'Europe du Nord situés sur la côte orientale de la mer Baltique : l'Estonie, la Lettonie     et la Lituanie ;
- Pays nordiques : outre les pays scandinaves, le Danemark, la Norvège et la Suède, la Finlande et l'Islande sont également incluses ;
- PECO : Pays d'Europe centrale et orientale ;
- PIGS, ou PIIGS : Portugal, Grèce, Espagne, Italie et/ou Irlande ;
- PROSUR : Forum pour le progrès et l'intégration de l'Amérique du Sud.
- Pumas du Pacifique : groupement politique et économique de pays le long de la côte Pacifique de l'Amérique latine     qui comprend le Chili, la Colombie, le Mexique et le Pérou. Le terme fait référence aux quatre plus grands marchés émergents d’Amérique latine et du Pacifique qui partagent des tendances communes de croissance positive, de fondements macroéconomiques stables, d’amélioration de la gouvernance et d’ouverture à l’intégration mondiale.

## Q
- Quatre Grands (Big Four) : France, Allemagne, Italie et Royaume-Uni. Ces pays sont considérés comme de grandes puissances européennes et ce sont les pays d'Europe occidentale représentés individuellement en tant que membres à part entière du G7, du G8, du G-10 et du G20. Dans le cadre du Concours Eurovision de la Chanson, ces pays plus l'Espagne sont connus sous le nom de BIG 5 ;
- Quatre tigres asiatiques : également appelés « Quatre dragons asiatiques » ou « Quatre petits dragons », sont les économies de Hong Kong, de Singapour, de la Corée du Sud et de Taiwan.

## R
- Russosphère : Arménie, Azerbaïdjan, Biélorussie, Estonie, Géorgie, Kazakhstan, Kirghizistan, Lettonie, Lituanie, Moldavie, Russie, Tadjikistan, Turkménistan, Ukraine, Ouzbékistan.

## S
- SAARC : union géopolitique de nations d'Asie du Sud ;
- SaarLorLux : Sarre, Lorraine, Luxembourg ;
- SADC : Communauté de Développement de l'Afrique Australe ;
- SCA : Amérique du Sud et Amérique centrale ;
- Scandinavie : Danemark, Norvège et Suède (dans certaines définitions, la Finlande est incluse en raison de liens historiques forts avec la Suède, et l'Islande est parfois incluse en raison de liens historiques forts avec le Danemark et la Norvège) ;
- Système d'intégration centraméricain.

## T
- TAKM : Turquie, Azerbaïdjan, Kirghizistan ;
- Tigres asiatiques : regroupement de cinq marchés émergents et puissances moyennes nouvellement industrialisés en Asie du Sud-Est : Indonésie, Malaisie, Philippines, Thaïlande et Vietnam ;
- Triangle de Lublin : Pologne, Lituanie, Ukraine (l'union de Lublin a créé la république des Deux Nations) ;
- Triangle de Weimar : France, Allemagne, Pologne.
- Trimarium (Initiative des Trois Mers, Trójmorze) Autriche, Bulgarie, Croatie, République tchèque, Estonie, Hongrie, Lettonie, Lituanie, Pologne, Roumanie, Slovaquie et Slovénie.

## U
- UE : Union européenne, une union politique et économique de 27 États membres situés en Europe ;
- UE-3 : ou « troïka européenne », les trois pays européens les plus riches (Allemagne, Royaume-Uni et France) ;
- UE+EEE+CH : Union européenne + l'Espace économique européen + Suisse, panneau visible très souvent affiché sur les aéroports de l'espace Schengen ;
- UNASUR : Union des nations sud-américaines.
- Union africaine (UA) : union continentale composée des cinquante-cinq pays du continent africain ; voir aussi la Communauté économique africaine (AEC) ;
- Union du Maghreb Arabe : organisation régionale regroupant cinq États arabes et nord-africains ;
- Union pour le Consensus : organisation visant à contrer l'élargissement du conseil de sécurité de l'ONU (opposée au Groupe des quatre).

## V
- V4 ou Groupe de Visegrád : alliance de quatre États d'Europe centrale : Hongrie, Pologne, Slovaquie et Tchéquie ;
- VISTA (Vietnam, Indonésie, Afrique du Sud, Turquie et Argentine) : groupement de marchés émergents proposé en 2006 par l'Institut de recherche économique des BRIC du Japon.

## Z
- Zone de paix et de coopération de l'Atlantique Sud     (ZPCAS ou ZOPACAS) : groupe de nations le long des côtes atlantiques de l'Afrique subsaharienne et de l'Amérique du Sud, formé avec un accent particulier sur l'opposition à la prolifération nucléaire dans la région.

## Voir également
- Liste d'alliances militaires
- Liste des accords de libre-échange multilatéraux (en)
- Géo-schéma des Nations Unies
- Liste de projets de fusion d'États

### Sources diverses
- Forster, Nicola; Mallin, Felix. "The Association of European Microstates with the EU" (PDF). Retrieved 27 December 2020.
- "Australia & New Zealand (ANZ)". GE. GE.com. Retrieved 25 March 2017.
- "APJ REGION". The Economic Times. Retrieved 25 March 2017.
- "Overview of ASEAN Plus Three Cooperation" (PDF). ASEAN Secretariat. ASEAN Secretariat. Retrieved 16 February 2018.
- Urata, Shujiro (February 2008). "An ASEAN+5 Economic Partnership: Significance and Tasks" (PDF). Retrieved 29 November 2018.
- Kawai, Masahiro; Wignaraja, Ganeshan. "ASEAN+3 or ASEAN+6: Which Way Forward?" (PDF). Retrieved 29 November 2018.
- "Conclusion for Regional Comprehensive Economic Partnership 'finally in sight': PM Lee". Channel NewsAsia.
- "ASEAN+5 as a step towards an Asian Economic Community". East Asia Forum. 15 May 2009.
- "Central and Eastern Europe (CEE)". RGA. Reinsurance Group of America. Retrieved 25 March 2017.
- "D-A-C-H". www.financialprojects.de.
- Example: DACHS-Projekt "Ergotherapie 2010 Archived 2011-07-22 at the Wayback Machine
- Perez-Escamilla, R (1994). "Breastfeeding in Africa and the Latin American and Caribbean region: the potential role of urbanization". J Trop Pediatr. 40 (3): 137–43. doi:10.1093/tropej/40.3.137. PMID 8078111.
- Lioulias, Efthymios. "Director Legal - Europe and MEATI (Middle East, Africa, Turkey & India)". LinkedIn. Retrieved 17 October 2018.
- "RCM Co-op -". Retrieved 4 March 2022.
- "About MENACA (Middle East, North Africa, Central Asia)". Retrieved 14 September 2022.
- "Middle East and Pakistan (MEP) External Relations Leader". www.smartrecruiters.com/. Retrieved 25 March 2017.